# Tim Horton
Cet article concerne le joueur de hockey. Pour l'article sur la compagnie, voir Tim Hortons.
Pour les articles homonymes, voir Horton.
Temple de la renommée : 1977
Miles Gilbert Horton, dit Tim, né le 12 janvier 1930 à Cochrane dans la province de l'Ontario au Canada, et mort lors d'un accident d'automobile le 21 février 1974 à Saint Catharines en Ontario, est un joueur professionnel canadien de hockey sur glace qui évoluait au poste de défenseur. La popularité de sa chaîne de restauration Tim Hortons a occulté sa carrière sportive.

## Biographie

### Carrière sportive
Originaire des villes minières du nord de l'Ontario dans les années 1940 où il s'entraînait dans les arènes de Cochrane ou Copper Creek, Tim Horton est recruté à 17 ans par les Maple Leafs de Toronto via leur équipe junior de St-Michael. Il joue son premier match dans la LNH lors de la saison 1949-1950 et devient titulaire de l'équipe en 1952. Il passe les deux décennies suivantes à Toronto avant d'être échangé aux Rangers de New York le 3 mars 1970. Il joue ensuite avec les Penguins de Pittsburgh puis les Sabres de Buffalo.
Tim Horton fait partie de la première équipe d'étoiles de la Ligue américaine de hockey en 1952, de la première équipe d'étoiles de la Ligue nationale de hockey en 1964, 1968 et 1969 et de la deuxième équipe d'étoiles de la LNH en 1954, 1963 et 1967 ; il participe à sept Matchs des étoiles de la LNH et est intronisé au temple de la renommée du hockey en 1977.

### Homme d'affaires
En 1964, avec son associé Jim Charade ils ouvrent à Hamilton en Ontario, le Tim Horton Donut Drive-in où l'on vend beignets et café. Au moment de sa mort, une décennie plus tard, son nom orne l'enseigne de 35 succursales Tim Hortons.
Il était par ailleurs franc-maçon.

### Mort et suite
Le 21 février 1974, Tim Horton est tué dans un accident de la route, alors qu'il revient à Buffalo après un match à Toronto contre son ancienne équipe. La police affirme que la voiture de sport roulait à plus de 160 km/h au moment de l'accident, non loin de Saint Catharines en Ontario. Ses parents ont décidé ensuite de créer un restaurant ouvert 24 heures sur 24 pour des jeunes conduisant la nuit et voulant se reposer[réf. nécessaire].
En 2002, la police saisit sa bague de la Coupe Stanley de 1967 à une vente aux enchères de Toronto, où elle était sur le point d'être proposée en lot. La bague avait été volée à la veuve de Horton, Lori, en 1998.

## Statistiques
| Saison     | Équipe                  | Ligue      |      | Saison régulière | Saison régulière | Saison régulière | Saison régulière | Saison régulière |    | Séries éliminatoires | Séries éliminatoires | Séries éliminatoires | Séries éliminatoires | Séries éliminatoires |
| Saison     | Équipe                  | Ligue      | PJ   | B                | A                | Pts              | Pun              | PJ               | B  | A                    | Pts                  | Pun                  |                      |                      |
| 1946-1947  | Copper Cliff Jr. Redmen | NOJHA      | 9    | 0                | 0                | 0                | 14               | 5                | 0  | 1                    | 1                    | 0                    |                      |                      |
| 1947-1948  | St. Michael's Majors    | AHO        | 32   | 6                | 7                | 13               | 137              | -                | -  | -                    | -                    | -                    |                      |                      |
| 1948-1949  | St. Michael's Majors    | AHO        | 32   | 9                | 18               | 27               | 95               | -                | -  | -                    | -                    | -                    |                      |                      |
| 1949-1950  | Maple Leafs de Toronto  | LNH        | 1    | 0                | 0                | 0                | 2                | 1                | 0  | 0                    | 0                    | 2                    |                      |                      |
| 1949-1950  | Hornets de Pittsburgh   | LAH        | 60   | 5                | 18               | 23               | 83               | -                | -  | -                    | -                    | -                    |                      |                      |
| 1950-1951  | Hornets de Pittsburgh   | LAH        | 68   | 8                | 26               | 34               | 129              | 13               | 0  | 9                    | 9                    | 16                   |                      |                      |
| 1951-1952  | Maple Leafs de Toronto  | LNH        | 4    | 0                | 0                | 0                | 8                | -                | -  | -                    | -                    | -                    |                      |                      |
| 1951-1952  | Hornets de Pittsburgh   | LAH        | 64   | 12               | 19               | 31               | 146              | 11               | 1  | 3                    | 4                    | 16                   |                      |                      |
| 1952-1953  | Maple Leafs de Toronto  | LNH        | 70   | 2                | 14               | 16               | 85               | -                | -  | -                    | -                    | -                    |                      |                      |
| 1953-1954  | Maple Leafs de Toronto  | LNH        | 70   | 7                | 24               | 31               | 94               | 5                | 1  | 1                    | 2                    | 4                    |                      |                      |
| 1954-1955  | Maple Leafs de Toronto  | LNH        | 67   | 5                | 9                | 14               | 84               | -                | -  | -                    | -                    | -                    |                      |                      |
| 1955-1956  | Maple Leafs de Toronto  | LNH        | 35   | 0                | 5                | 5                | 36               | 2                | 0  | 0                    | 0                    | 4                    |                      |                      |
| 1956-1957  | Maple Leafs de Toronto  | LNH        | 66   | 6                | 19               | 25               | 72               | -                | -  | -                    | -                    | -                    |                      |                      |
| 1957-1958  | Maple Leafs de Toronto  | LNH        | 53   | 6                | 20               | 26               | 39               | -                | -  | -                    | -                    | -                    |                      |                      |
| 1958-1959  | Maple Leafs de Toronto  | LNH        | 70   | 5                | 21               | 26               | 76               | 12               | 0  | 3                    | 3                    | 16                   |                      |                      |
| 1959-1960  | Maple Leafs de Toronto  | LNH        | 70   | 3                | 29               | 32               | 69               | 10               | 0  | 1                    | 1                    | 6                    |                      |                      |
| 1960-1961  | Maple Leafs de Toronto  | LNH        | 57   | 6                | 15               | 21               | 75               | 5                | 0  | 0                    | 0                    | 0                    |                      |                      |
| 1961-1962  | Maple Leafs de Toronto  | LNH        | 70   | 10               | 28               | 38               | 88               | 12               | 3  | 13                   | 16                   | 16                   |                      |                      |
| 1962-1963  | Maple Leafs de Toronto  | LNH        | 70   | 6                | 19               | 25               | 69               | 10               | 1  | 3                    | 4                    | 10                   |                      |                      |
| 1963-1964  | Maple Leafs de Toronto  | LNH        | 70   | 9                | 20               | 29               | 71               | 14               | 0  | 4                    | 4                    | 20                   |                      |                      |
| 1964-1965  | Maple Leafs de Toronto  | LNH        | 70   | 12               | 16               | 28               | 95               | 6                | 0  | 2                    | 2                    | 13                   |                      |                      |
| 1965-1966  | Maple Leafs de Toronto  | LNH        | 70   | 6                | 22               | 28               | 76               | 4                | 1  | 0                    | 1                    | 12                   |                      |                      |
| 1966-1967  | Maple Leafs de Toronto  | LNH        | 70   | 8                | 17               | 25               | 70               | 12               | 3  | 5                    | 8                    | 25                   |                      |                      |
| 1967-1968  | Maple Leafs de Toronto  | LNH        | 69   | 4                | 23               | 27               | 82               | -                | -  | -                    | -                    | -                    |                      |                      |
| 1968-1969  | Maple Leafs de Toronto  | LNH        | 74   | 11               | 29               | 40               | 107              | 4                | 0  | 0                    | 0                    | 7                    |                      |                      |
| 1969-1970  | Maple Leafs de Toronto  | LNH        | 59   | 3                | 19               | 22               | 91               | -                | -  | -                    | -                    | -                    |                      |                      |
| 1969-1970  | Rangers de New York     | LNH        | 15   | 1                | 5                | 6                | 16               | 6                | 1  | 1                    | 2                    | 28                   |                      |                      |
| 1970-1971  | Rangers de New York     | LNH        | 78   | 2                | 18               | 20               | 57               | 13               | 1  | 4                    | 5                    | 14                   |                      |                      |
| 1971-1972  | Penguins de Pittsburgh  | LNH        | 44   | 2                | 9                | 11               | 40               | 4                | 0  | 1                    | 1                    | 2                    |                      |                      |
| 1972-1973  | Sabres de Buffalo       | LNH        | 69   | 1                | 16               | 17               | 56               | 6                | 0  | 1                    | 1                    | 4                    |                      |                      |
| 1973-1974  | Sabres de Buffalo       | LNH        | 55   | 0                | 6                | 6                | 53               | -                | -  | -                    | -                    | -                    |                      |                      |
| Totaux LNH | Totaux LNH              | Totaux LNH | 1446 | 115              | 403              | 518              | 1611             | 126              | 11 | 39                   | 50                   | 183                  |                      |                      |